# Stanisław Szelichowski

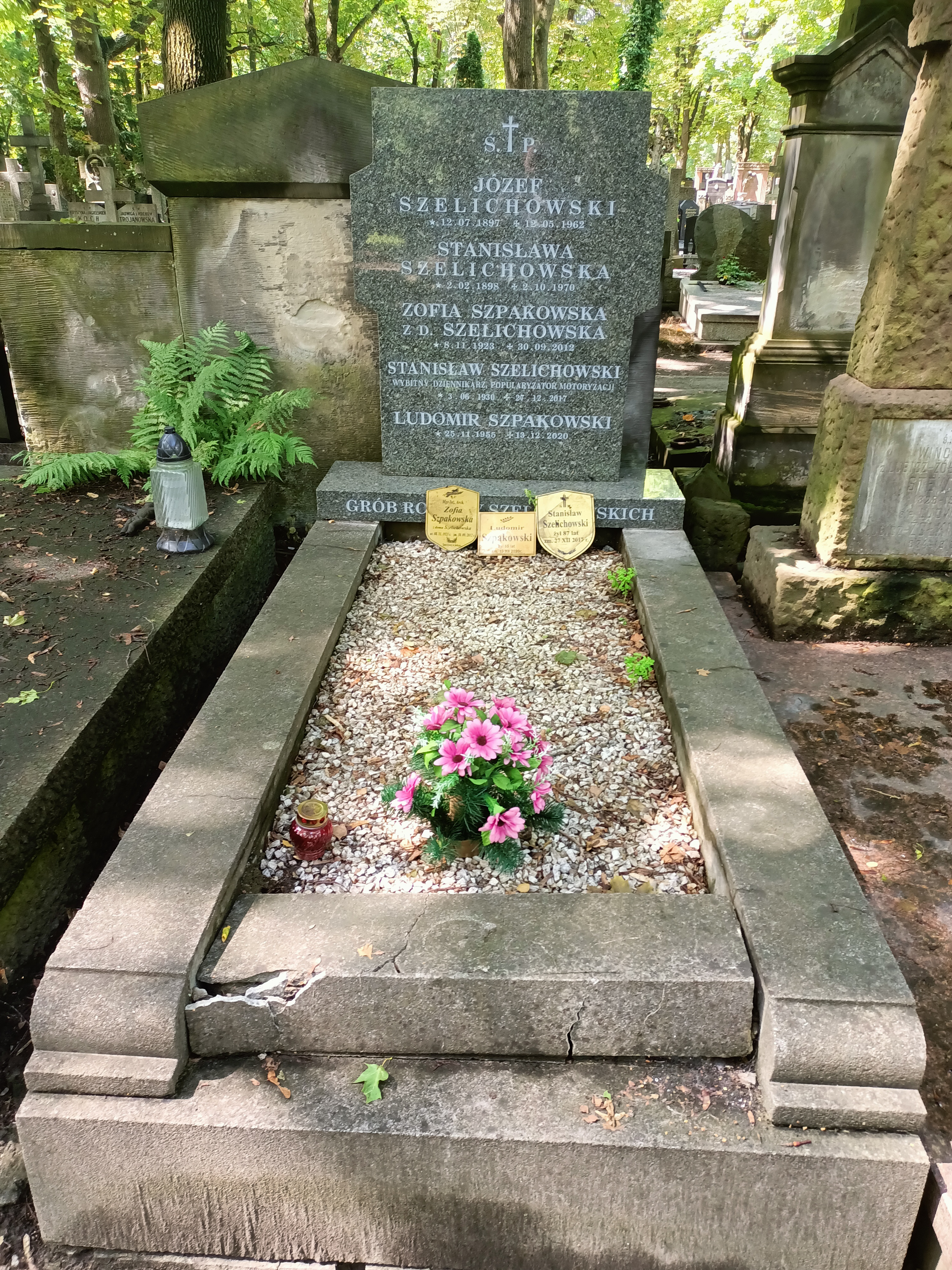
Grób Stanisława Szelichowskiego na Cmentarzu Powązkowskim

Stanisław Teofil Szelichowski (ur. 3 czerwca 1930 w Krakowie, zm. 27 grudnia 2017 w Warszawie) – polski dziennikarz i działacz motoryzacyjny.

## Życiorys
W 1949 roku ukończył Państwowe Gimnazjum i Liceum im. Stefana Batorego w Warszawie. Absolwent Wydziału Samochodowego Politechniki Warszawskiej. Od połowy lat 50. XX wieku związany był z redakcją tygodnika Motor, gdzie pełnił między innymi funkcję zastępcy redaktora naczelnego. Był także wieloletnim działaczem Polskiego Związku Motorowego, którego był sekretarzem generalnym w latach 1979–1987, a w ostatnim okresie życia należał do zespołu do spraw wyróżnień i odznaczeń przy Zarządzie Głównym PZM. Reprezentował także PZM w Międzynarodowej Komisji Sportowej FISA. Należał do współtwórców polskiego kartingu, przez kilka kadencji piastując także funkcję wiceprezesa Międzynarodowej Komisji Kartingowej CIK. Był również obserwatorem w trakcie prestiżowych imprez światowych jak Rajd Monte Carlo 1985 czy Rajd Wybrzeża Kości Słoniowej. W ramach Automobilklubu Polskiego piastował funkcję przewodniczącego zespołu historycznego, natomiast w ramach Automobilklubu Warszawskiego w latach 60. XX wieku, kierował Komisją Propagandy. Od lat 90. XX wieku, związany był z redakcją magazynu Transport Technika Motoryzacyjna. Należał do zarządu Auto Kluby Dziennikarzy Polskich. 10 listopada 2001 za wybitne zasługi w pracy dziennikarskiej, za propagowanie tematyki motoryzacyjnej został odznaczony Krzyżem Oficerskim Orderu Odrodzenia Polski i innymi odznaczeniami.

## Wybrane publikacje
- 100 porad Motoru dla motocyklistów (Wydawnictwa Komunikacji i Łączności, Warszawa, 1961)
- 120 lat sportu samochodowego w Polsce (Axis Mundi, cop., Warszawa, 2013; ISBN 978-83-61432-62-3 wspólnie z Robertem Muchą)
- Chcę lepiej prowadzić samochód (Wydawnictwa Komunikacji i Łączności, Warszawa, 1982; ISBN 83-206-0192-4)
- Dzieje polskiej motoryzacji (Księży Młyn Dom Wydawniczy Michał Koliński, Warszawa, 2012; ISBN 978-83-7729-094-1)
- Karting w szkole (Wydawnictwa Szkolne i Pedagogiczne, Warszawa 1982; ISBN 83-02-01268-8 wspólnie z Zdobysławem Perzyńskim i Januszem Wasiakiem)
- Motoryzacja w Polsce (Carta Blanca. Grupa Wydawnicza PWN, Warszawa, 2012; ISBN 978-83-7705-207-5)
- Sto lat polskiej motoryzacji (Krakowska Oficyna SAB, Kraków 2003; ISBN 83-918699-0-3)